# Team Katusha/Saison 2009
Dieser Artikel beinhaltet Ergebnisse der Saison 2009 des Team Katusha, für die im Hauptartikel nur wenig Platz ist.

## Erfolge in der UCI ProTour
| Datum     | Rennen                         | Fahrer          |
| --------- | ------------------------------ | --------------- |
| 15. März  | 8. Etappe Paris–Nizza          | Antonio Colom   |
| 19. April | Amstel Gold Race               | Sergei Iwanow   |
| 22. Mai   | 5. Etappe Katalonien-Rundfahrt | Nikolai Trussow |
| 18. Juli  | 14. Etappe Tour de France      | Sergei Iwanow   |

## Erfolge in der UCI Continental Tour
| Datum         | Rennen                                     | Kat. | Fahrer                            |
| ------------- | ------------------------------------------ | ---- | --------------------------------- |
| 8. Februar    | Trofeo Mallorca                            | 1.1  | Gert Steegmans                    |
| 9. Februar    | Trofeo Cala Millor-Cala Bona               | 1.1  | Robbie McEwen                     |
| 11. Februar   | Trofeo Inca                                | 1.1  | Antonio Colom                     |
| 16. Februar   | 1. Etappe Ruta del Sol                     | 2.1  | Danilo Napolitano                 |
| 17. Februar   | 2. Etappe Ruta del Sol                     | 2.1  | Gert Steegmans                    |
| 20. Februar   | 3. Etappe Volta ao Algarve                 | 2.1  | Antonio Colom                     |
| 7. März       | 2. Etappe Driedaagse van West-Vlaanderen   | 2.1  | Danilo Napolitano                 |
| 24. März      | 1a. Etappe Settimana Internazionale        | 2.1  | Danilo Napolitano                 |
| 28. März      | E3-Preis Flandern                          | 1.HC | Filippo Pozzato                   |
| 31. März      | 1. Etappe Driedaagse van De Panne-Koksijde | 2.HC | Filippo Pozzato                   |
| 17. Mai       | 3. Etappe Tour de Picardie                 | 2.1  | Robbie McEwen                     |
| 27. Mai       | 1. Etappe Belgien-Rundfahrt                | 2.HC | Sergei Iwanow                     |
| 4. Juni       | 1. Etappe Luxemburg-Rundfahrt              | 2.HC | Danilo Napolitano                 |
| 28. Juni      | Russische Meisterschaft – Straßenrennen    | NC   | Sergei Iwanow                     |
| 28. Juni      | Italienische Meisterschaft – Straßenrennen | NC   | Filippo Pozzato                   |
| 29. August    | Giro del Veneto                            | 1.HC | Filippo Pozzato                   |
| 18. September | 7. Etappe Tour of Britain                  | 2.1  | Ben Swift                         |
| 20. September | Duo Normand                                | 1.2  | Nikolai Trussow Artjom Owetschkin |
| 3. Oktober    | Memorial Cimurri                           | 1.1  | Filippo Pozzato                   |
| 4. Oktober    | Tour de Vendée                             | 1.1  | Pawel Brutt                       |

## Abgänge–Zugänge
| Zugänge               | Team 2008                | Abgänge                            | Team 2009                    |
| --------------------- | ------------------------ | ---------------------------------- | ---------------------------- |
| Stijn Vandenbergh     | Ag2r La Mondiale         | Ricardo Serrano                    | Fuji-Servetto                |
| Vladimir Karpets      | Caisse d’Epargne         | Bernardo Riccio                    | Ceramica Flaminia            |
| Joan Horrach          | Caisse d’Epargne         | Wassil Kiryjenka                   | Caisse d’Epargne             |
| László Bodrogi        | Crédit Agricole          | Jauhen Sobal                       | Amica Chips-Knauf            |
| Alexander Botscharow  | Crédit Agricole          | Alberto Loddo                      | Serramenti PVC Diquigiovanni |
| Danilo Napolitano     | Lampre                   | Walter Pedraza                     | LeTua Cycling Team           |
| Filippo Pozzato       | Liquigas                 | Alexander Chatunzew                | Moscow                       |
| Gert Steegmans        | Quick Step               | Alexander Gottfried                | Team Kuota-Indeland          |
| Robbie McEwen         | Silence-Lotto            | Daniele Contrini                   | Unbekannt                    |
| Antonio Colom         | Team Astana              | Ilja Tschernezki                   | Unbekannt                    |
| Sergei Iwanow         | Team Astana              | Kenny Dehaes (bis 30.06.)          | Silence-Lotto                |
| Christian Pfannberger | Barloworld               | Christian Pfannberger (bis 06.05.) | Suspendiert                  |
| Gennadi Michailow     | Mitsubishi-Jartazi       | Gert Steegmans (bis 06.08.)        | Unbekannt                    |
| Maxime Vantomme       | Mitsubishi-Jartazi       |                                    |                              |
| Kenny Dehaes          | Topsport Vlaanderen      |                                    |                              |
| Denis Galimsjanow     | Katusha Continental Team |                                    |                              |
| Alexei Markow         | Katusha Continental Team |                                    |                              |
| Ben Swift             | Neoprofi                 |                                    |                              |

## Mannschaft
| Name                 | Geburtstag         | Nationalität           |              |
| -------------------- | ------------------ | ---------------------- | ------------ |
| László Bodrogi       | 11. Dezember 1976  | Ungarn                 |              |
| Alexander Botscharow | 26. Februar 1975   | Russland               |              |
| Pawel Brutt          | 29. Januar 1982    | Russland               |              |
| Antonio Colom        | 11. Mai 1978       | Spanien                |              |
| Denis Galimsjanow    | 7. März 1987       | Russland               |              |
| Joan Horrach         | 27. März 1974      | Spanien                |              |
| Michail Ignatjew     | 7. Mai 1985        | Russland               |              |
| Sergei Iwanow        | 5. März 1975       | Russland               |              |
| Nikita Jeskow        | 23. Januar 1983    | Russland               |              |
| Wladimir Karpez      | 20. September 1980 | Russland               |              |
| Sergei Klimow        | 7. Juli 1980       | Russland               |              |
| Alexei Markow        | 26. Mai 1979       | Russland               |              |
| Luca Mazzanti        | 4. Februar 1974    | Italien                |              |
| Robbie McEwen        | 24. Juni 1972      | Australien             |              |
| Gennadi Michailow    | 8. Februar 1974    | Russland               |              |
| Danilo Napolitano    | 31. Januar 1981    | Italien                |              |
| Jewgeni Petrow       | 25. Mai 1978       | Russland               |              |
| Filippo Pozzato      | 10. September 1981 | Italien                |              |
| Iwan Rowny           | 30. September 1987 | Russland               |              |
| Alexander Serow      | 12. November 1982  | Russland               |              |
| Ben Swift            | 5. November 1987   | Vereinigtes Königreich |              |
| Nikolai Trussow      | 2. Juli 1985       | Russland               |              |
| Stijn Vandenbergh    | 25. April 1984     | Belgien                |              |
| Maxime Vantomme      | 8. März 1986       | Belgien                |              |
| Stagiaires           | Stagiaires         | Nationalität           | Nationalität |
| Maxim Debusschere    | Maxim Debusschere  | Belgien                |              |
| Artjom Owetschkin    | Artjom Owetschkin  | Russland               |              |